# Jamón de España
El jamón curado en España consiste en la pata trasera con media cadera y la mitad del sacro; según la presentación puede llevar toda la pata hasta la pezuña o ir cortado por el metatarso. Es un producto tradicionalmente muy consumido en España. Por ello son distintas las elaboraciones y denominaciones que de él existen. A grandes rasgos se pueden distinguir dos tipos de jamones según la raza de cerdo del que procede, sea cerdo ibérico para el jamón ibérico o alguna variedad de cerdo blanco para jamón serrano.
Solo hay cuatro denominaciones de origen de jamón ibérico reconocidas por la Unión Europea: Jamón Ibérico D.O. Jamón de Guijuelo, Jamón Ibérico D.O. Jamón de Jabugo, Jamón Ibérico D.O. Los Pedroches y Jamón Ibérico D.O. Dehesa de Extremadura.

## Jamón ibérico

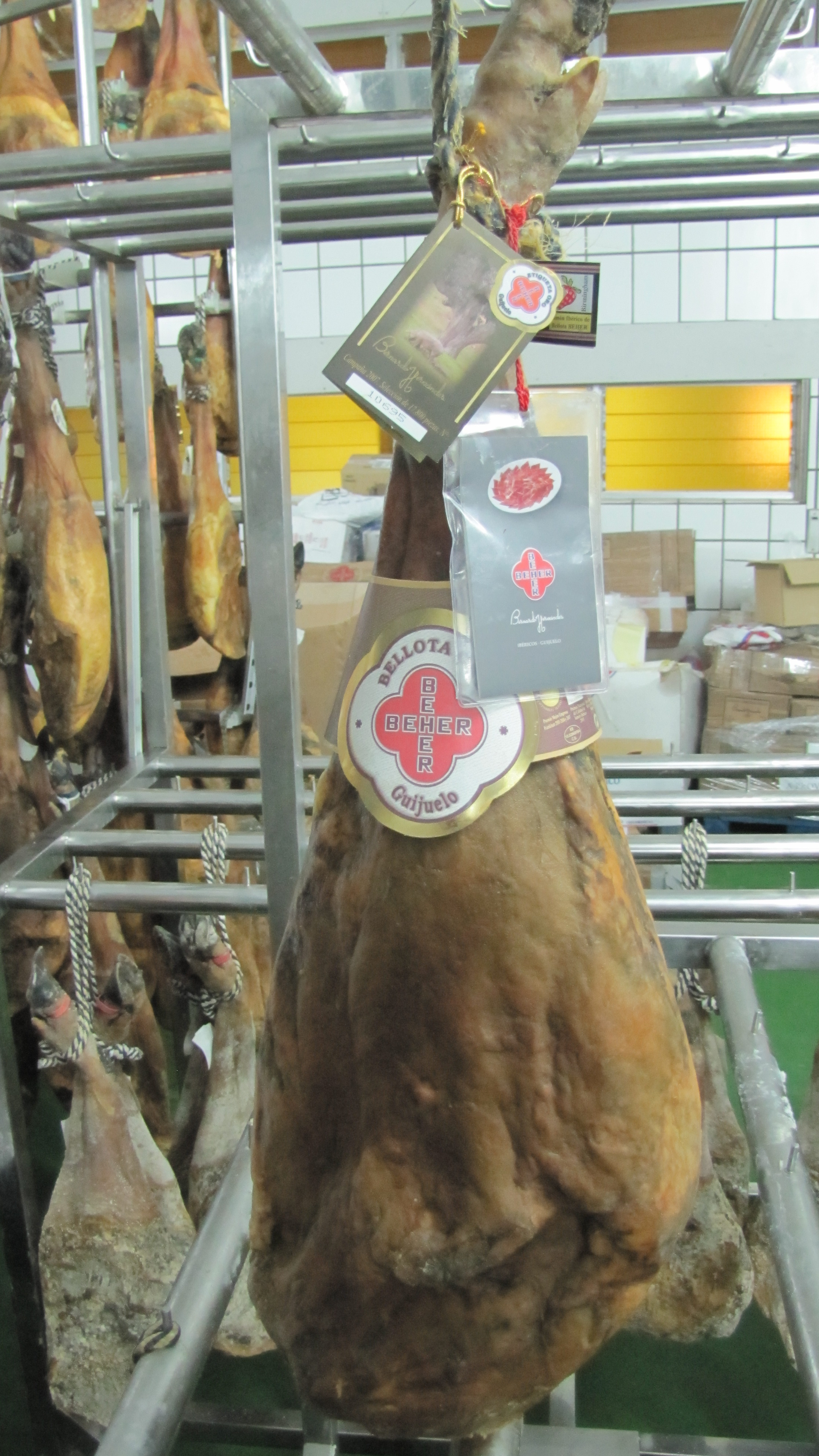
Jamón ibérico de bellota.

El jamón ibérico procede del cerdo de raza ibérica, originaria de la península ibérica, admitiéndose como mínimo un 50% de pureza de esta raza para poder llamarse "jamón ibérico". Cuando se utiliza a secas el término "jamón" sin que lleve el apellido "ibérico" suele referirse a "jamón serrano". Las principales características que distinguen los jamones ibéricos en su calidad derivan de la pureza de la raza de los animales, de la cría en régimen extensivo de libertad del cerdo ibérico en dehesas arboladas donde puedan moverse ampliamente y realizar ejercicio físico, de la alimentación que siga el cerdo en el período de montanera, y por último de la curación del jamón, que suele extenderse entre los 8 a 36 meses, necesitando más tiempo de curación cuanto mayor sea el tamaño de la pieza y mayor cantidad de bellota haya ingerido el cerdo.
La alimentación del cerdo es tan importante que este jamón se clasifica básicamente según la cantidad de bellota que haya consumido antes del sacrificio. La clasificación oficial, tras la reforma aprobada en mayo de 2014, cambia ligeramente las denominaciones y para evitar posibles confusiones al consumidor final se establece un etiquetado común a todos los productores en los que en el propio matadero se marca cada una de las piezas con una abrazadera inviolable de diferentes colores que especificará la calidad de cada uno de los productos sobre la base de la siguiente denominación:
- Etiqueta blanca: Jamón de Cebo ibérico  procedente de cerdos ibéricos alimentados en régimen de intensivo a base de piensos elaborados con cereales y leguminosas.
- Etiqueta verde: Jamón Cebo de Campo ibérico, al igual que el anterior, proceden de cerdos ibéricos, pero en este caso alimentados en extensivo en dehesas, con lo que acompañan su alimentación con pastos naturales y su carne se ve favorecida por el trabajo que realizan en libertad

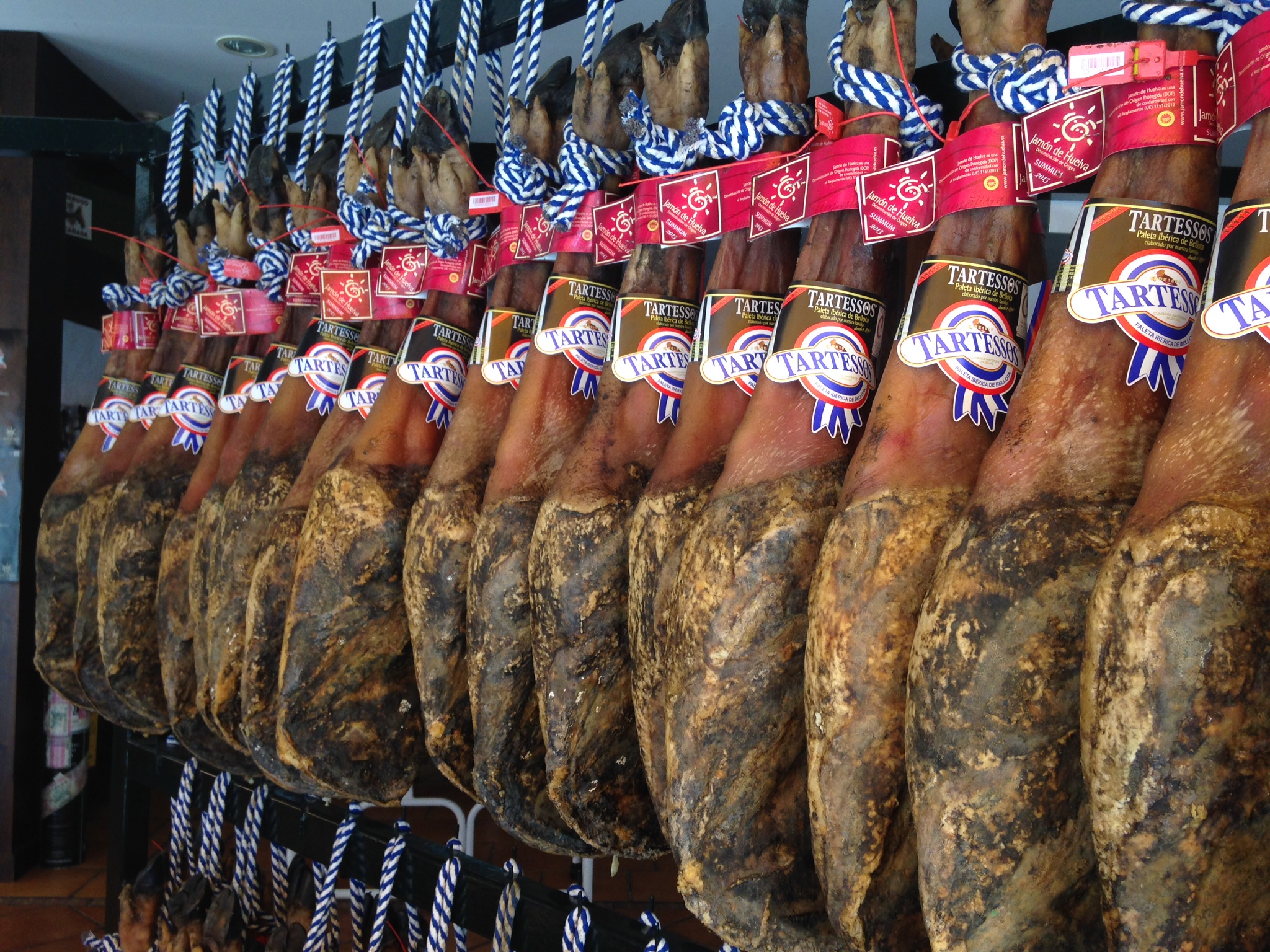
Jamones de la DOP Jabugo.

- Etiqueta roja: Jamón de Bellota ibérico que identifica a los jamones que sean de raza ibérica pero que no sean de cerdos 100% ibéricos, y alimentados a base de bellota y pastos en la época de montanera
- Etiqueta negra: Jamón de bellota 100 % ibérico, es la más alta gama de los jamones ibéricos. Son cerdos de raza pura ibérica alimentados en las dehesas a base de bellotas y pastos. Estos jamones son los únicos que se pueden denominar jamones pata negra, según la nueva normativa antes mencionada.

Sin embargo, tras la reforma aprobada, se harán tres categorías ('bellota', 'cebo de campo' y 'cebo') que irán acompañadas del porcentaje de raza ibérica que tenga el animal:.
El jamón ibérico se distingue del resto por su textura, aroma y sabor singulares y distinguibles. La carne tiene sabor delicado, poco salado o dulce y de aroma agradable. El sabor varía según el grado de bellota que haya comido el cerdo, y del ejercicio que haya hecho.

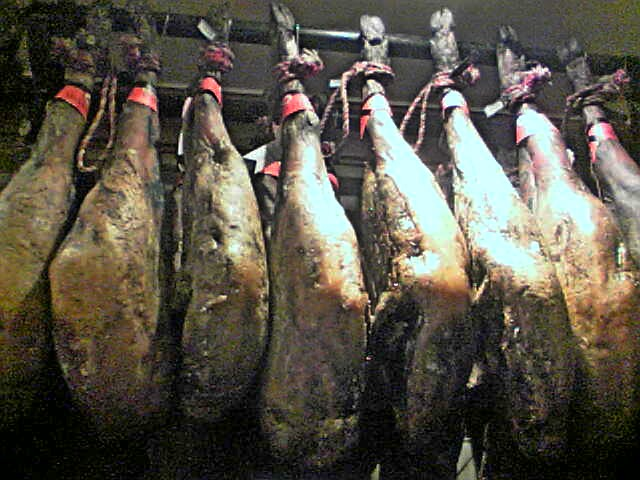
Jamones ibéricos colgados en un secadero. El tiempo de secado del jamón varía según la denominación de origen y la calidad final que se busca.

Para asegurar la calidad del jamón y proteger al cliente del fraude por desconocimiento, algunas regiones con tradición de elaboración de jamones crearon, junto con el Ministerio de Agricultura de España las Denominaciones de Origen. Estas exigen y controlan que los jamones ibéricos cumplan unas determinadas características para poder llevar su sello de calidad. Este proceso de supervisión, llevado a cabo por el Consejo Regulador de la Denominación de Origen, eleva el precio del producto, pero da cierta garantía y facilita al ganadero la venta del producto. Sin embargo hay ganaderos y fabricantes de jamones que, pese a estar en zonas igualmente propicias para la cría y elaboración del jamón y con productos de buena calidad, no pertenecen a dichas denominaciones.

### Denominaciones de Origen Protegidas por la Unión Europea

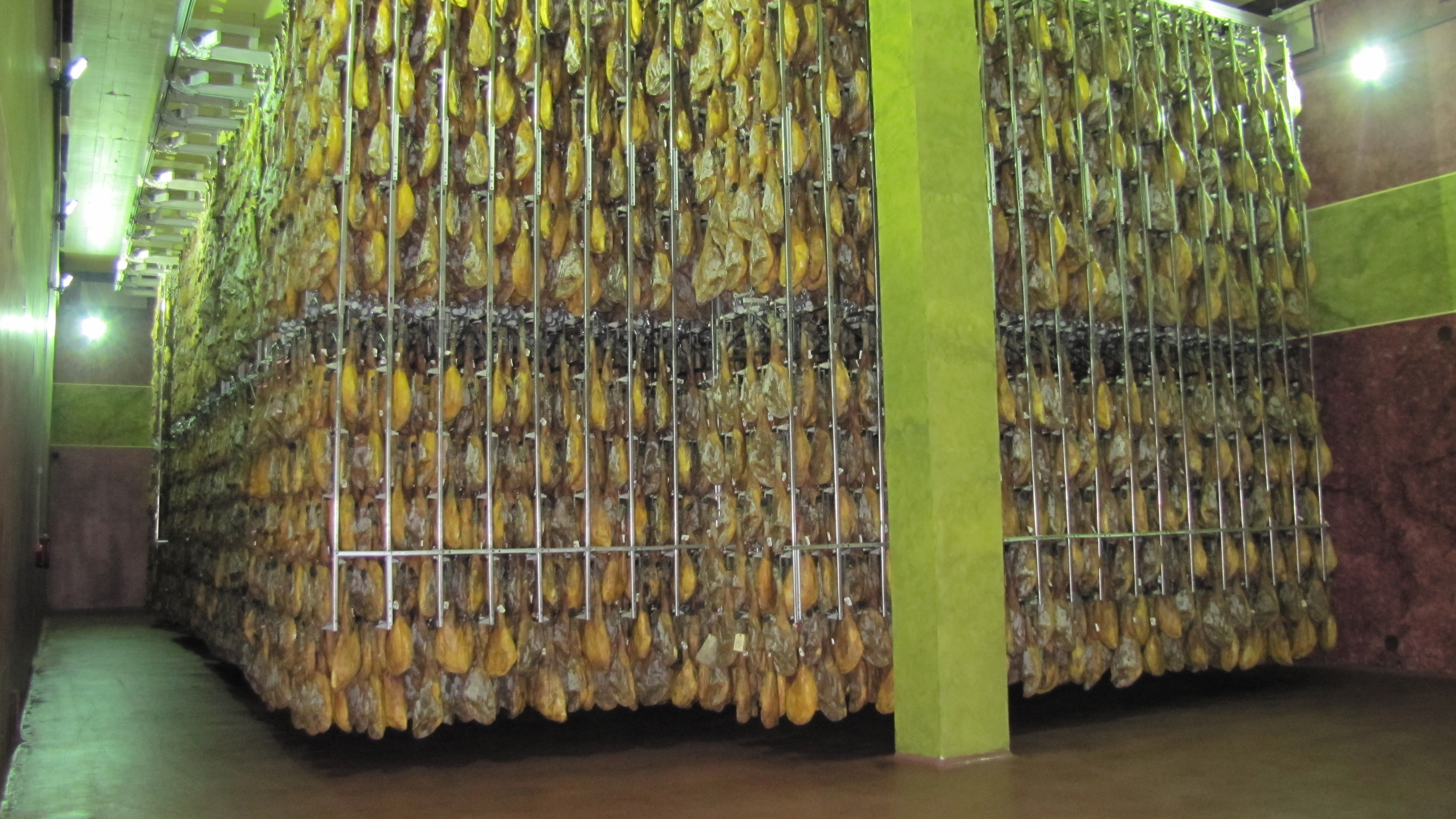
Bodega de curación en las instalaciones de BEHER en Guijuelo.

Las denominaciones de origen reconocidas por la Unión Europea del cerdo ibérico, están protegidas legalmente por el Reglamento Europeo (CE) n.º 510/2006 del Consejo de la Unión Europea, y son:
Jamón Ibérico D.O.P. JabugoJamón elaborado en el parque natural Sierra de Aracena y Picos de Aroche, en los pueblos de Cumbres Mayores, Cortegana, Jabugo, etc. que conforman la zona de elaboración de la Denominación de Origen Protegida Jabugo.
Jamón Ibérico D.O.P. Los PedrochesForma exterior alargada, estilizada, perfilada mediante el llamado corte en V. Conserva la pata y la pezuña para facilitar su identificación. Color característico del rosa al rojo púrpura y aspecto al corte con grasa infiltrada en la masa muscular.
Jamón Ibérico D.O.P. Jamón de GuijueloDesde el siglo XVI los cerdos característicos de esta denominación se crían en las estribaciones de las sierras de Gredos y Béjar, dentro de las comunidades autónomas de Castilla y León y Extremadura, así como en Andalucía y Castilla-La Mancha. La zona de elaboración amparada está constituida por 77 municipios del sureste de la provincia de Salamanca, siendo la localidad cabecera la propia Guijuelo.

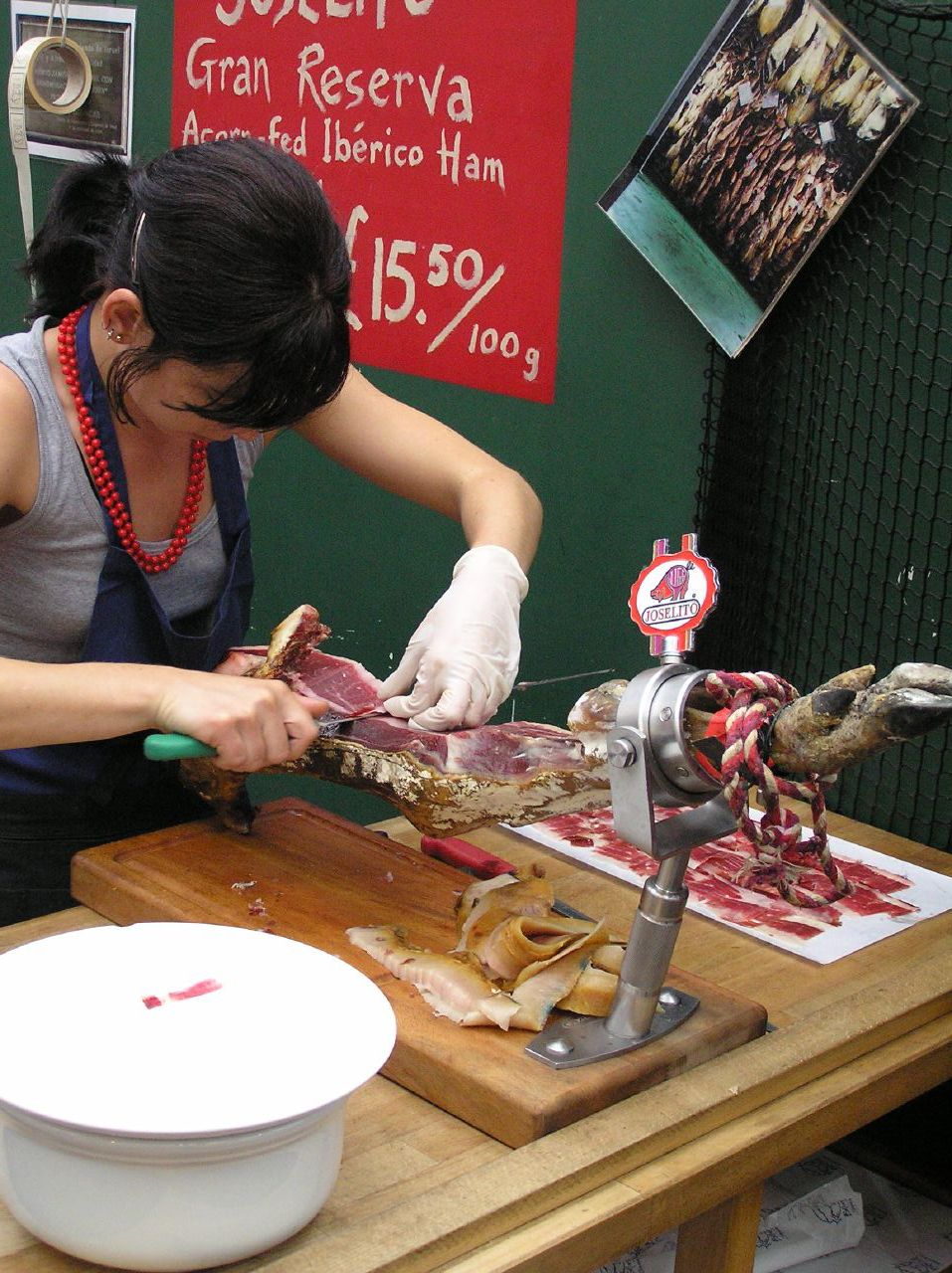
Corte a mano de jamón ibérico.

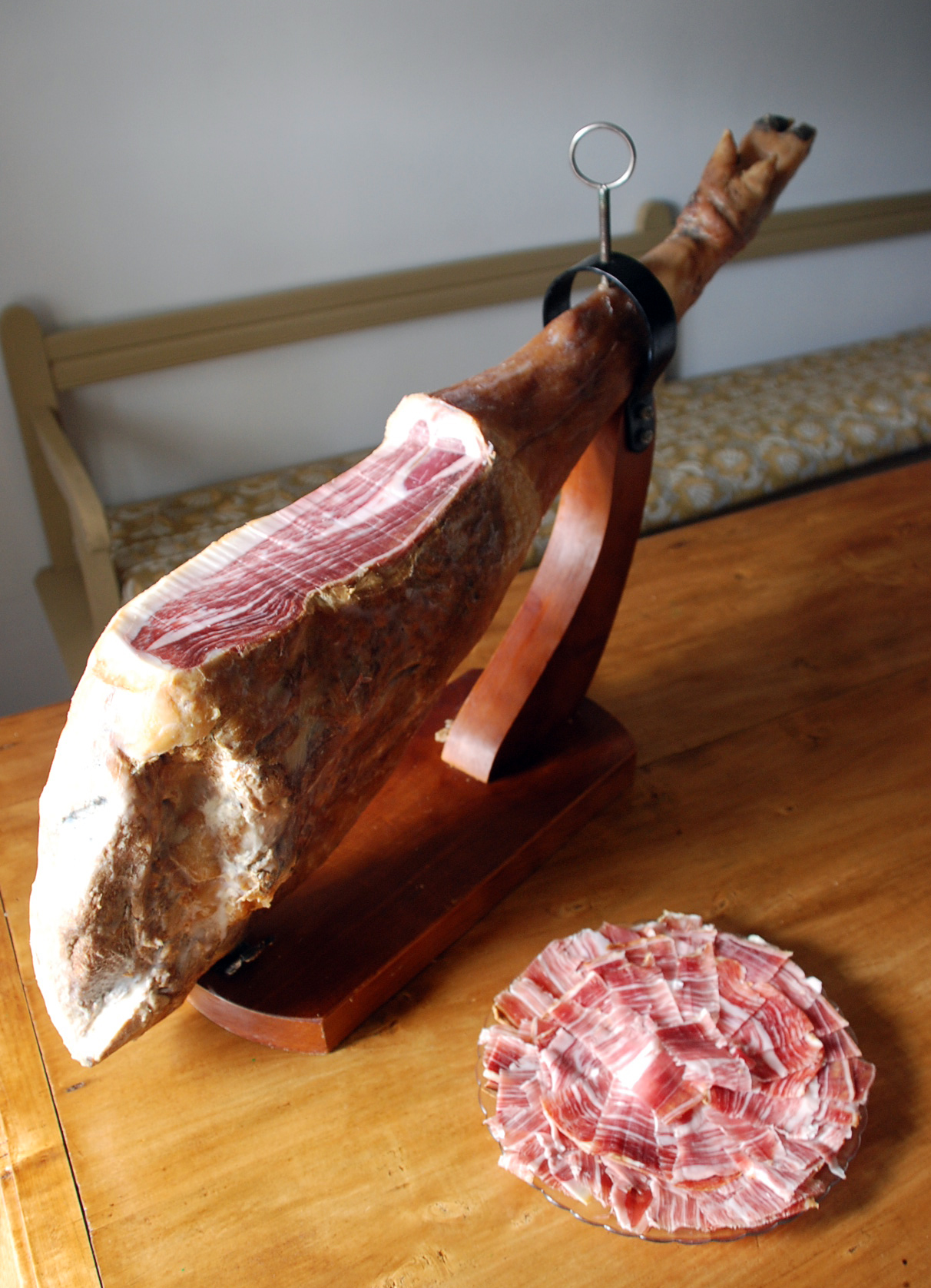
Jamón de Guijuelo (Salamanca, Castilla y León).

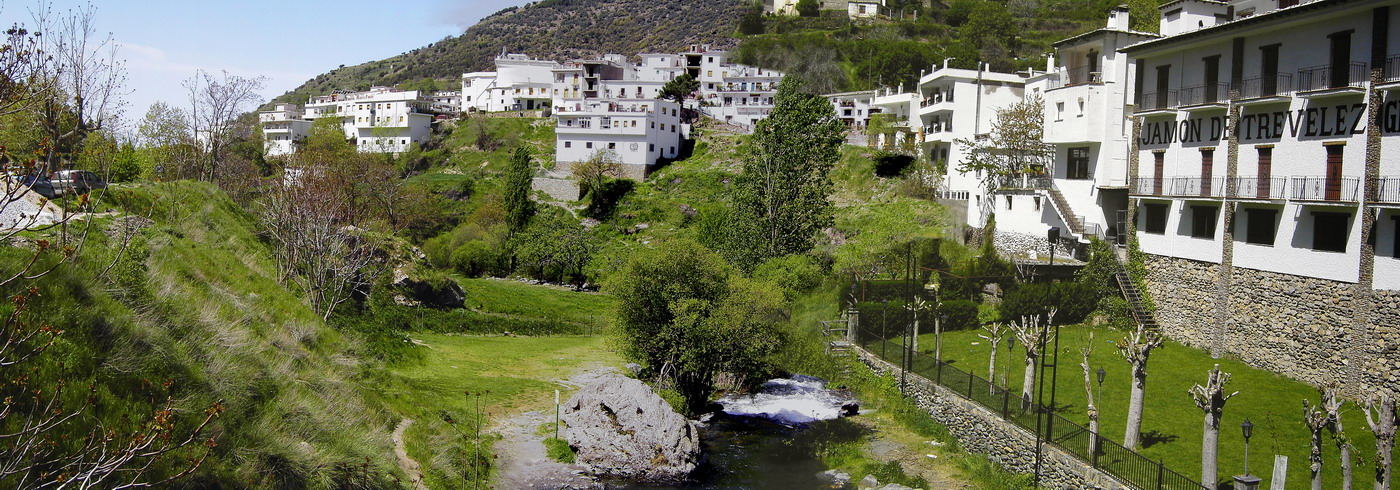
Fábricas de jamones en Trevélez (provincia de Granada).

Jamón Ibérico D.O.P. Dehesa de ExtremaduraLa zona de producción se sitúa en las dehesas de alcornoques y encinas de Cáceres y Badajoz. Del total de superficie de dehesa de la península, Extremadura cuenta con cerca del millón de hectáreas. En mayo de 1990, se aprobó el reglamento de la Denominación de Origen Dehesa de Extremadura, siendo ratificado por el Ministerio de Agricultura en el Boletín Oficial del Estado de 2 de julio de 1990.

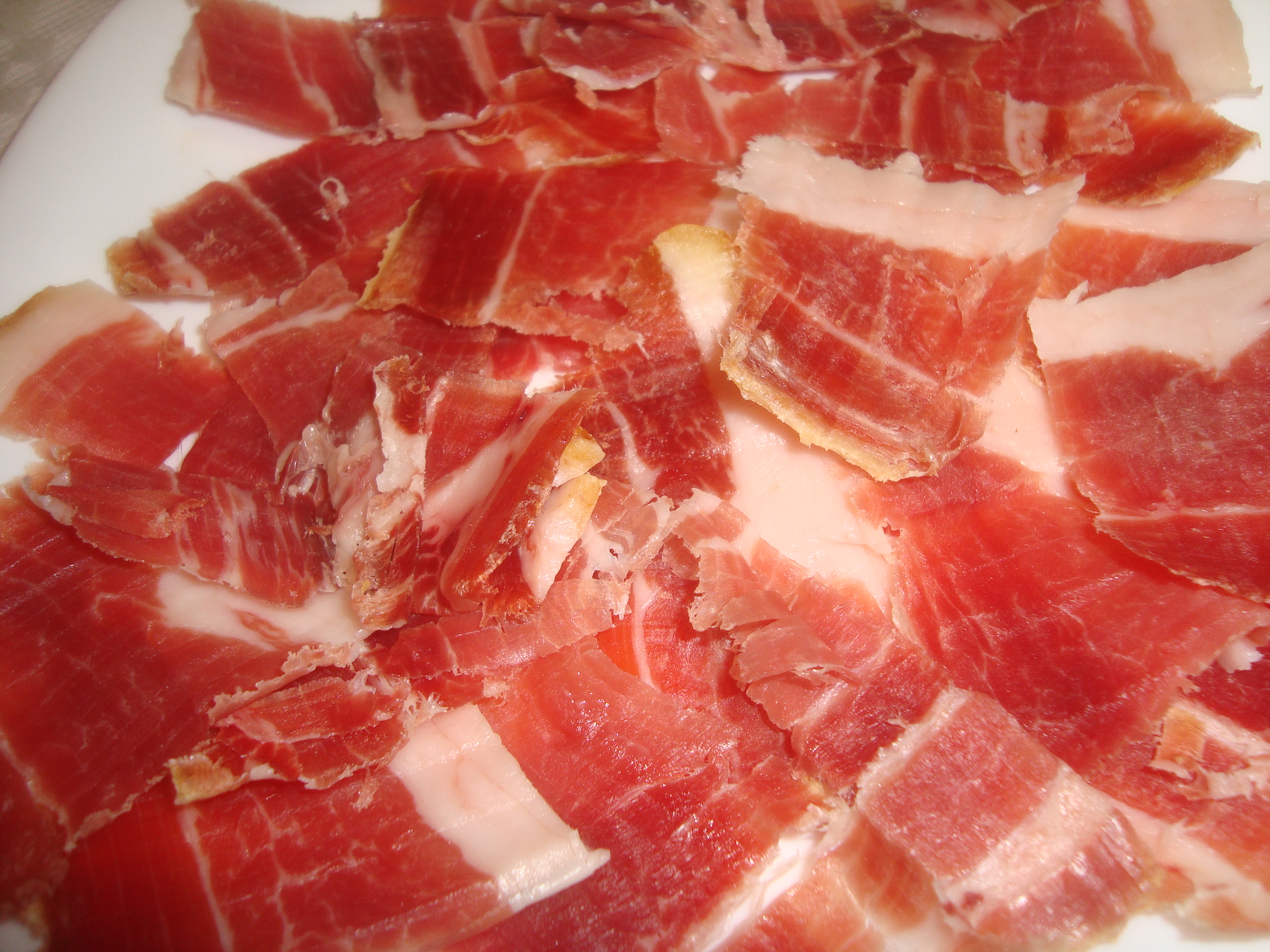
Plato de jamón serrano (España).

Es interesante aclarar el significado de denominaciones comerciales que gracias al marketing son utilizadas frecuentemente, y de denominaciones populares ampliamente utilizadas, pese a su ambigüedad:
Jamón de Pata NegraQue es una denominación popular (y prohibida por el Ministerio de Agricultura por su ambigüedad) que se refiere al color de la pezuña del animal y, en algunos casos, al color del cerdo ibérico, si bien dentro de las variedades genéticas se dan cerdos ibéricos lampiños, rubios de Cádiz, torbiscales, etc. Pero este nombre popular asociado a la calidad del jamón induce a error. La coloración de la pezuña responde a la queratina.
Jamón de JabugoJabugo es una localidad de Huelva conocida por su tradición jamonera, pero allí también se cría cerdo blanco, por lo que de ser jamón ibérico debe estar etiquetado y amparado por la Denominación de Origen Protegida Jabugo.
Jamón 5J"5J" es una denominación comercial de un fabricante, que tiene copyright. Estos jamones son producidos bajo la Denominación de Origen Protegida Jabugo y para valorar su calidad, la marca comercial, deja plasmada en la etiqueta identificativa de la pieza (vitola). De esta forma en esta etiqueta debe aparecer "jamón" o "paleta", "ibérico" si lo es, y "bellota" si lo fuere, independientemente de la denominación comercial del fabricante como puede ser 5J, 7 Bellotas o 3J.

## «Jamón serrano» o «jamón»
El «jamón» a secas, «jamón serrano» o «jamón blanco» procede de alguna variedad de raza de cerdo blanco y se distingue fácilmente por el color de la piel del pernil. Se le denomina «serrano» cuando se cura en clima de sierra, frío y seco. Actualmente está regulado por el reglamento comunitario 2082/92, en el que se definen las características del proceso y del producto terminado.
En el jamón serrano hay que diferenciar tres calidades según su curación:
Jamón bodegaDe 9 a 12 meses de curación.
Jamón reservaDe 12 a 15 meses de curación.
Jamón gran reservaDe más de 15 meses de curación.
Hasta ahora, la denominación jamón serrano hacía unas clasificaciones parecidas, denominándolas de bronce, plata y oro. Estas denominaciones cambiaron debido a que la ley obligaba a poner bodega, reserva o gran reserva. Lo hay de Granada, de Salamanca y de otras muchas regiones.
Las denominaciones de origen reconocidas del cerdo blanco son:
Jamón de TeruelLa Denominación de Origen Jamón de Teruel corresponde al primer jamón blanco en España con denominación de origen. La zona de elaboración serían, pues, los municipios de la provincia de Teruel con altitud mínima de 800 metros, con un período de curación y maduración de un año como mínimo.
Jamón de TrevélezLa zona de elaboración son los municipios de la Alpujarra Granadina con más de 1200 metros de altitud. La sede de su consejo regulador está en Trevélez. Poseen un período de curación natural y maduración y envejecimiento de 14 a 24 meses. Es el único jamón blanco de España con Indicación Geográfica Protegida.
Aunque también hay regiones sin Denominación de Origen pero con tradición jamonera como:
Jamón de chato murcianoJamón procedente del chato murciano, una raza autóctona de Murcia y en peligro de extinción hasta hace poco, debido entre otras a la mezcla con otras razas, así como la poca aceptación en los años 1950 y años 1960 de cerdos con piel negra. Tras un proceso de curación equivalente en duración al del jamón ibérico, se consigue un jamón rico en grasa, con tono rosado y rojizo. Aunque en proceso de recuperación, la producción es aún baja.
Jamón de cerdo DurocEs un jamón que se caracteriza por su piel blanca, pezuña negra y su contenido en grasa infiltrada mayor que otros cerdos blancos; esta raza de cerdos ha estado siempre ligada al mundo del jamón ibérico y a todas las clases de jamón de calidad del jamón de cerdo blanco.